# 98P/Takamizawa
98P/Takamizawa, o Cometa Takamizawa, è una cometa periodica del Sistema solare, scoperta da Kesao Takamizawa il 30 luglio 1984 come un oggetto della decima magnitudine. Successivamente, la cometa fu individuata in immagini risalenti al 26 luglio come un oggetto della diciassettesima magnitudine.
La cometa è stata osservata in tutti i successi ritorni, eccetto quello del 2021, ma non ha più manifestato un incremento nella luminosità analogo a quello registrato nel 1984.
La cometa dovrebbe tornare visibile al suo prossimo ritorno  atteso per il 27 Aprile 2028.
La cometa fa parte di un piccolo numero di comete della famiglia delle comete gioviane che esibiscono outburst e che grazie a questi arrivano ad incrementare la loro luminosità fino a 9 magnitudini. Altre comete di questo tipo sono: la 41P/Tuttle-Giacobini-Kresák nel 1973, la 97P/Metcalf-Brewington nel 1991 e la 17P/Holmes nel 2007.